# Norman Doidge
Norman Doidge, FRCPC, é psiquiatra, psicanalista e autor de The Brain that Changes Itself (2007) e The Brain´s Way of Healing (2015). O primeiro descreve alguns dos mais recentes desenvolvimentos em neurociência e se tornou um New York Times e um best-seller internacional. 

## Educação
Doidge estudou clássicos da literatura e filosofia na Universidade de Toronto. Ele obteve seu diploma de medicina na Universidade de Toronto, em seguida, mudou-se para Nova York, onde tinha uma residência em psiquiatria e obteve uma licenciatura em psicanálise na Columbia University Departamento de Psiquiatria e do Centro de Columbia University para Psicanalítica Treinamento e Pesquisa. Isso foi seguido por uma bolsa de dois anos da Universidade Columbia / Instituto Nacional de Pesquisa em Saúde Mental, treinando técnicas científicas empíricas. 

## Carreira
Voltando à sua cidade natal, Toronto, Doidge atuou como chefe do Centro de Psicoterapia e da Clínica de Avaliação no Instituto Clarke de Psiquiatria (agora parte do CAMH). Atualmente, ele faz parte do corpo docente do Departamento de Psiquiatria da Universidade de Toronto e da Faculdade de Pesquisa do Centro de Treinamento e Pesquisa Psicanalítica da Universidade de Columbia, Columbia University, Nova York.  
Na década de 1990, Doidge criou padrões e diretrizes empiricamente baseadas para a prática de psicoterapia intensiva que foram usadas no Canadá e na América. Estes foram publicados nas "Normas e diretrizes para as psicoterapias", editadas por Cameron, Deadman e Ennis.

## Obra
Doidge escreveu mais de 170 artigos, uma combinação de peças acadêmicas, científicas e populares. Doidge foi o único autor de trabalhos acadêmicos sobre neuroplasticidade, limitações humanas e noções de perfectibilidade, resultados de tratamentos com psicoterapia, sonhos com animais, transtorno de personalidade esquizóide e trauma, psicanálise e neurociência, por exemplo, um artigo popular que ele escreveu em 2006 para Maclean's magazine na qual ele argumenta, usando estudos empíricos, que a compreensão do pensamento inconsciente é relevante na psiquiatria e na psicologia modernas.
Doidge foi editor da Books in Canada: The Canadian Review of Books de 1995-8, e editor geral por vários anos depois disso. De 1998 a 2001, ele escreveu uma coluna, "On Human Nature", no National Post. Sua série de retratos literários de pessoas excepcionais em momentos de transformação apareceu na Saturday Night Magazine, e ele ganhou quatro National Magazine Awards, incluindo a Medalha do Presidente pelo melhor artigo publicado no Canadá em 2000.

### Livros
- Doidge, Norman (2007). The Brain that Changes Itself: Stories of Personal Triumph from the Frontiers of Brain Science. Penguin (em inglês). [S.l.: s.n.] ISBN 9781101147115
- Doidge, Norman (2015). The Brain's Way of Healing: Remarkable Discoveries and Recoveries from the Frontiers of Neuroplasticity. Penguin (em inglês). [S.l.: s.n.] ISBN 9780670025503